# Mihalkovo
Mihalkovo (en búlgar: Михалково) és un poble del sud de Bulgària. Situat a la Província de Smolian. Es troba a la part occidental de la serralada de Ròdope, no gaire lluny de la ciutat de Devin.
Segons el cens de 2022, Mihalkovo té 227 habitants.

## Història
Michalkovo és un antic assentament búlgar, el qual va existir inclús abans de la caiguda de Bulgària sota el domini dels otomans.

El 1872 hi havia 50 cases en el poble. De 1878 a 1886 va caure en la República de Tămrăš. El 1920, ja hi vivien 290 persones, el 1946, 434 persones i el 1965, 987 persones.
El 1936 es descobreix el manantial a 2 km a l'est del poble de Mihalkovo.
El 1956 en un cobert de fusta, la primera ampolla d'aigua Mihalkovo s'omple manualment. I el 1970 s'obre una nova fàbrica.
El 2008 l'empresa "Mihalkovo" va treure un nou producte al mercat: L'aigua de manantial Mihalkovo, per la qual té un permís d'ús de l'aigua del manantial. Aquesta aigua té una mineralització molt baixa, així que és adequada per totes les edats.
El 2016 amb motiu del 60 aniversari del primer embotellat d'aigua carbonatada natural, s'inaugura una font davant la fàbrica, de la qual brolla aigua carbonatada natural.

## Llocs d'interès

### Font Mihalkovo
A 900 m a l'est del poble, prop del riu Čurekovska, hi ha la font coneguda com a Mihalkovo, que brolla aigua carbonatada natural. L'aigua, que té un alt contingut d'àcid carbònic, brolla a 28 °C. La seva composició química li confereix propietats curatives, especialment per a malalties del cor, nervioses i endocrines.
Sobretot es ven al mercat búlgar, però també s'exporta a altres països.

### Cabanya Persenk
A 16 km del poble es troba cabanya Persenk, des de aquí hi ha moltes rutes de montanya fins al pic Persenk (2.091m), el pic Moder, i més.

### Església de St. Miquel Arcàngel
Església ortodoxa construïda el 1838. Sant Miquel Arcàngel, el guardià principal del regne dels cels i guardià principal de la llei de Déu, va ser escollit com el patró de l'església i el poble.

## Clima
A Mihalkovo, els estius són calents i els hiverns són molt freds i nevats. Al llarg de l'any, la temperatura varia entre els -3 °C i els 29 °C.
La temporada càlida dura tres mesos i mig, del 26 de maig al 14 de setembre, amb una temperatura màxima mitjana de 23 °C. El mes més càlid de l'any és juliol, amb una temperatura màxima mitjana de 28 °C.
La temporada freda dura 3 mesos i mig, del 24 de novembre a l'1 de març, amb una temperatura màxima mitjana de 8 °C. El mes més fred de l'any és gener, amb una temperatura mínima mitjana de -3 °C.

## Transport
Per Mihalkovo hi passen la carretera 866, la qual connecta a la ciutat amb Krichim, i la 862, que la connecta amb Churekovo.

## Galeria

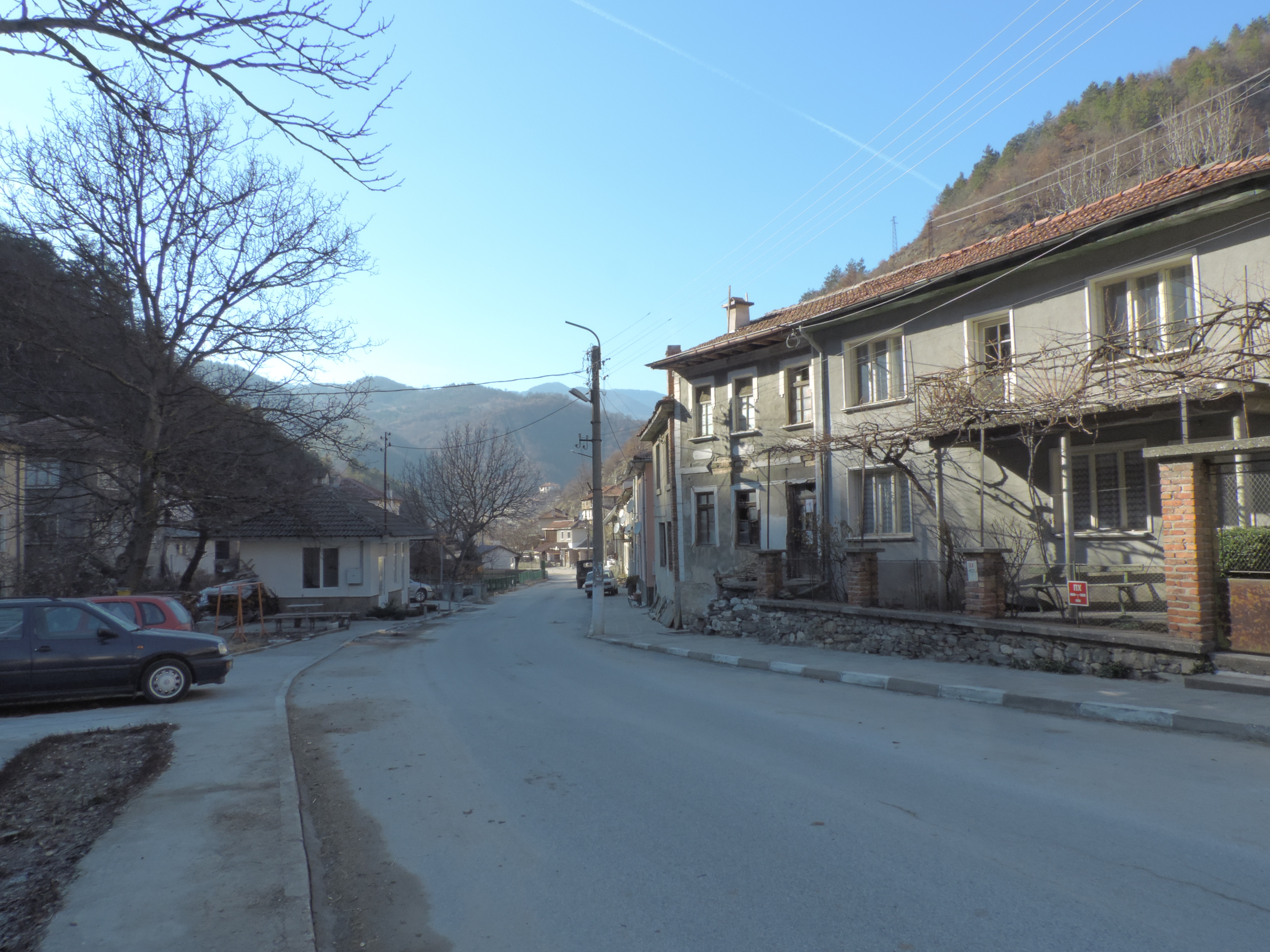
Carrer de Mihalkovo
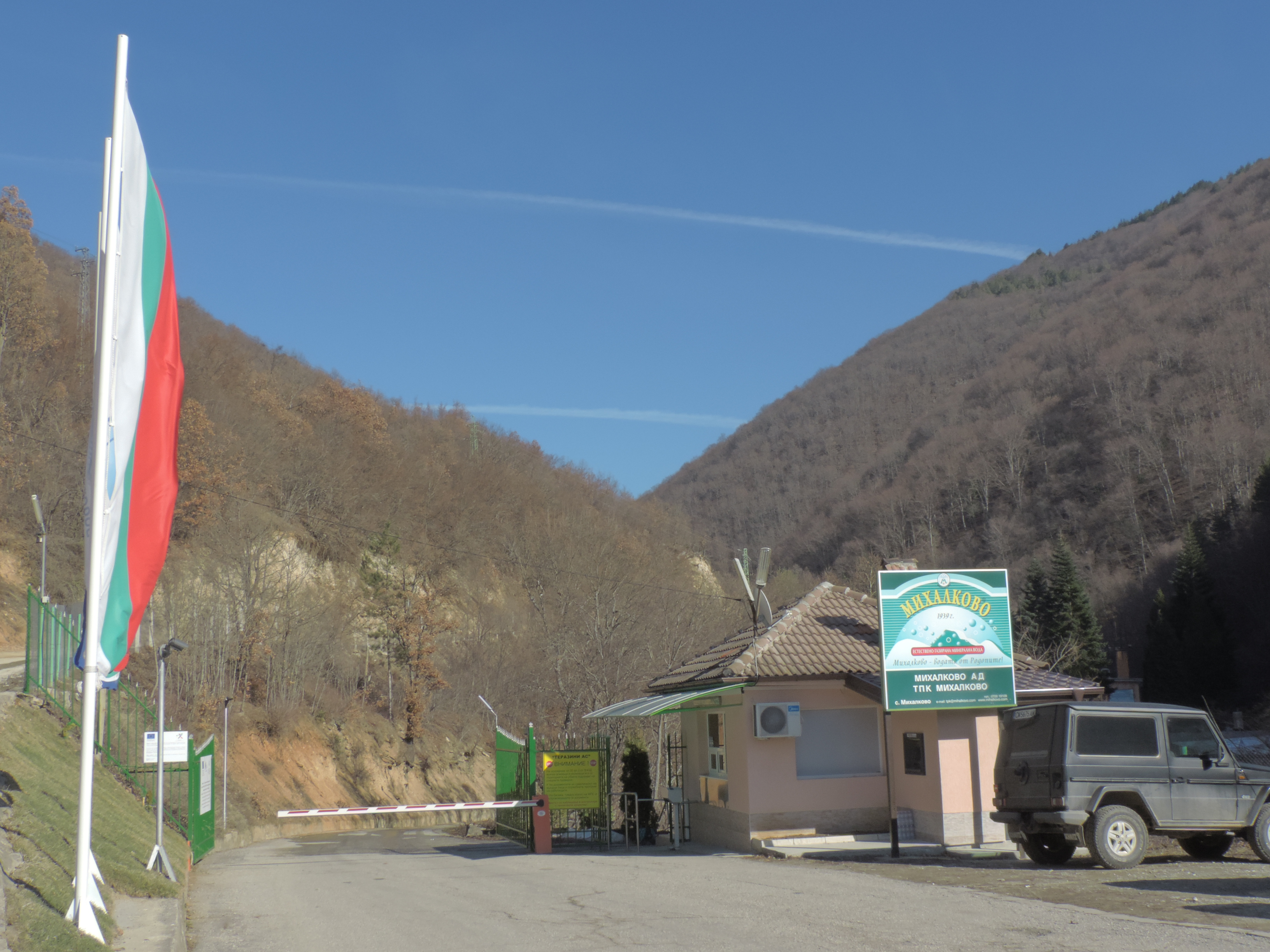
Empresa embotelladora d'aigua Mihalkovo
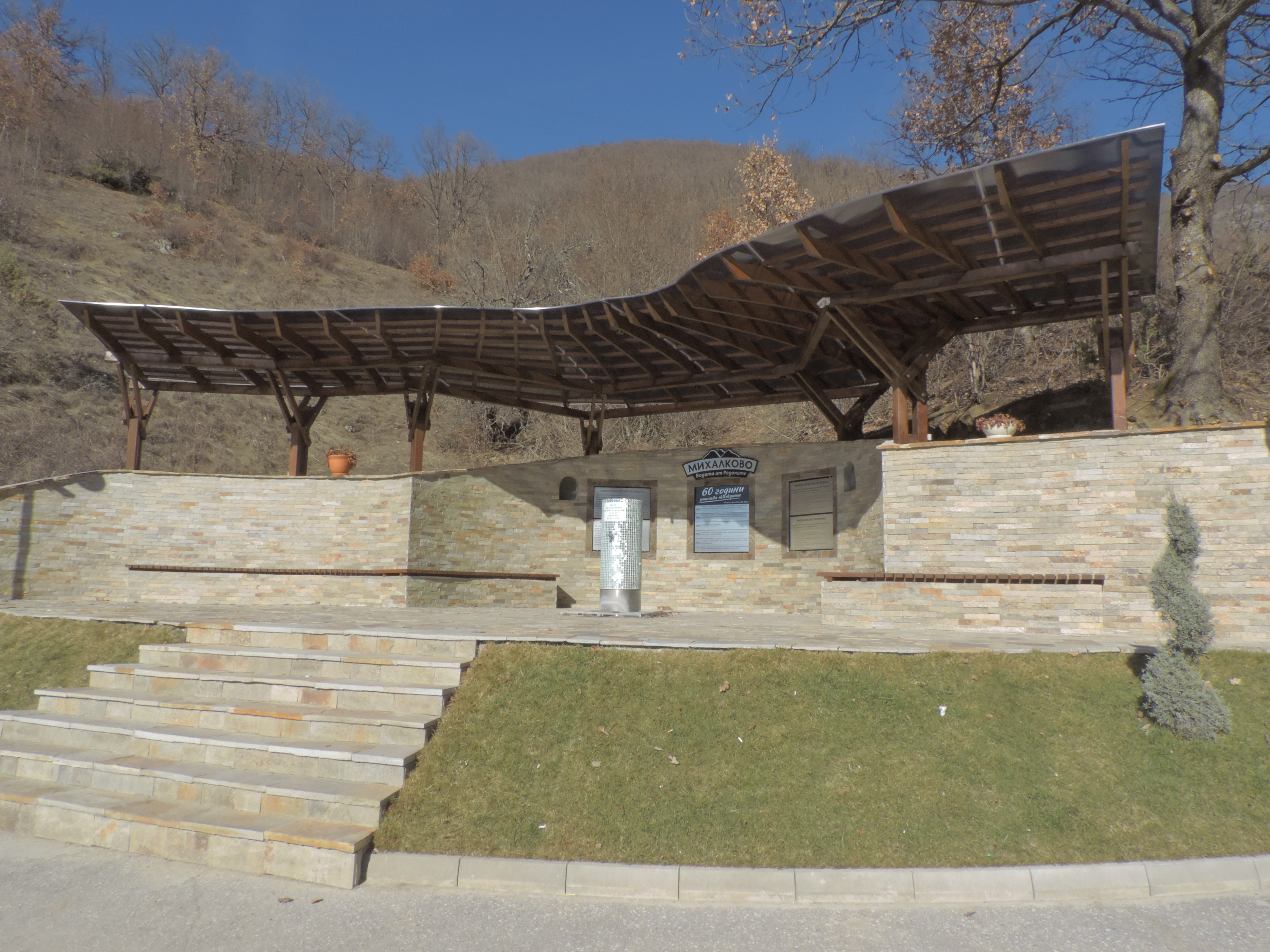
Font natural de Mihalkovo
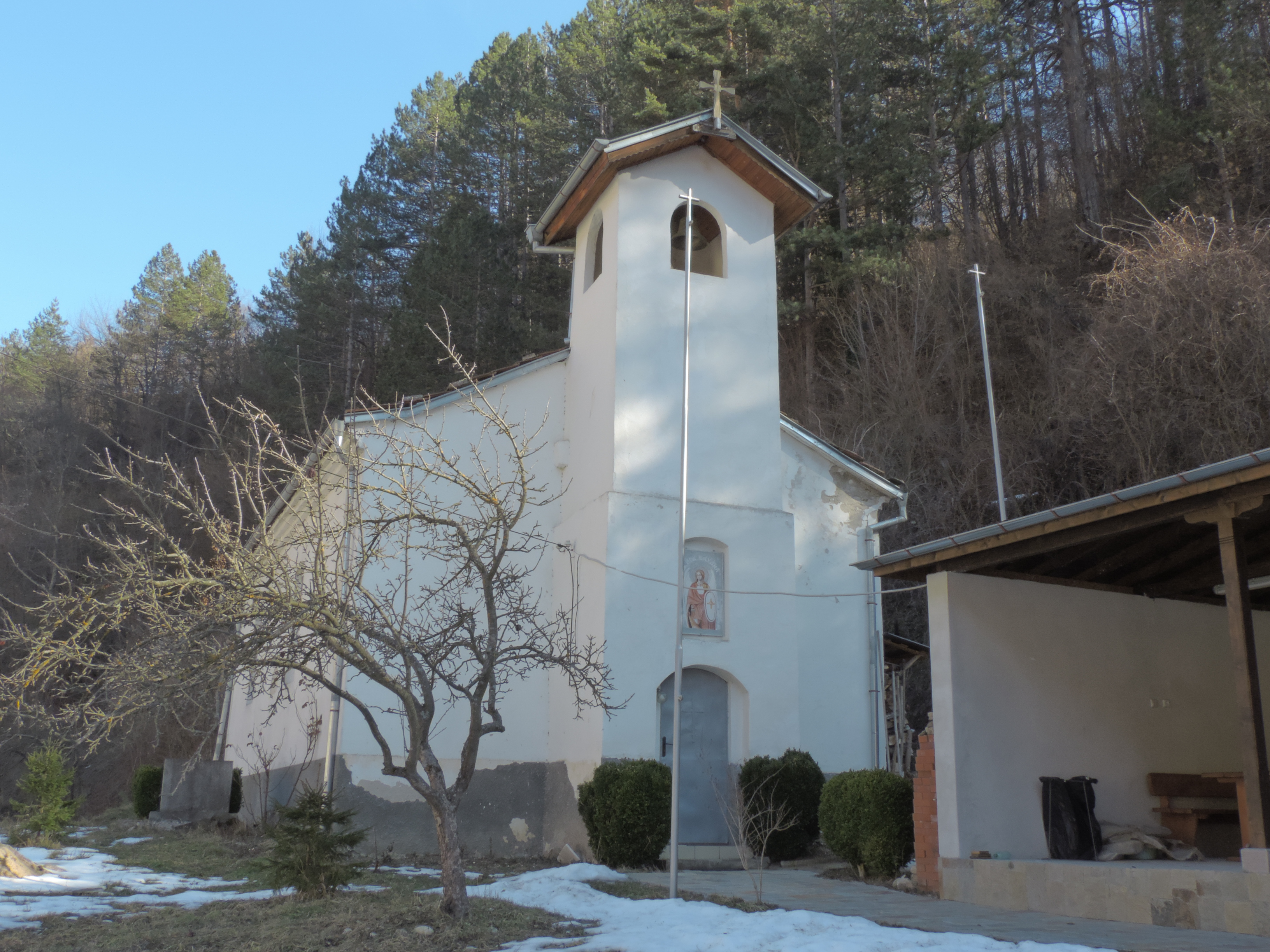
Església de Sant Miquel Arcàngel
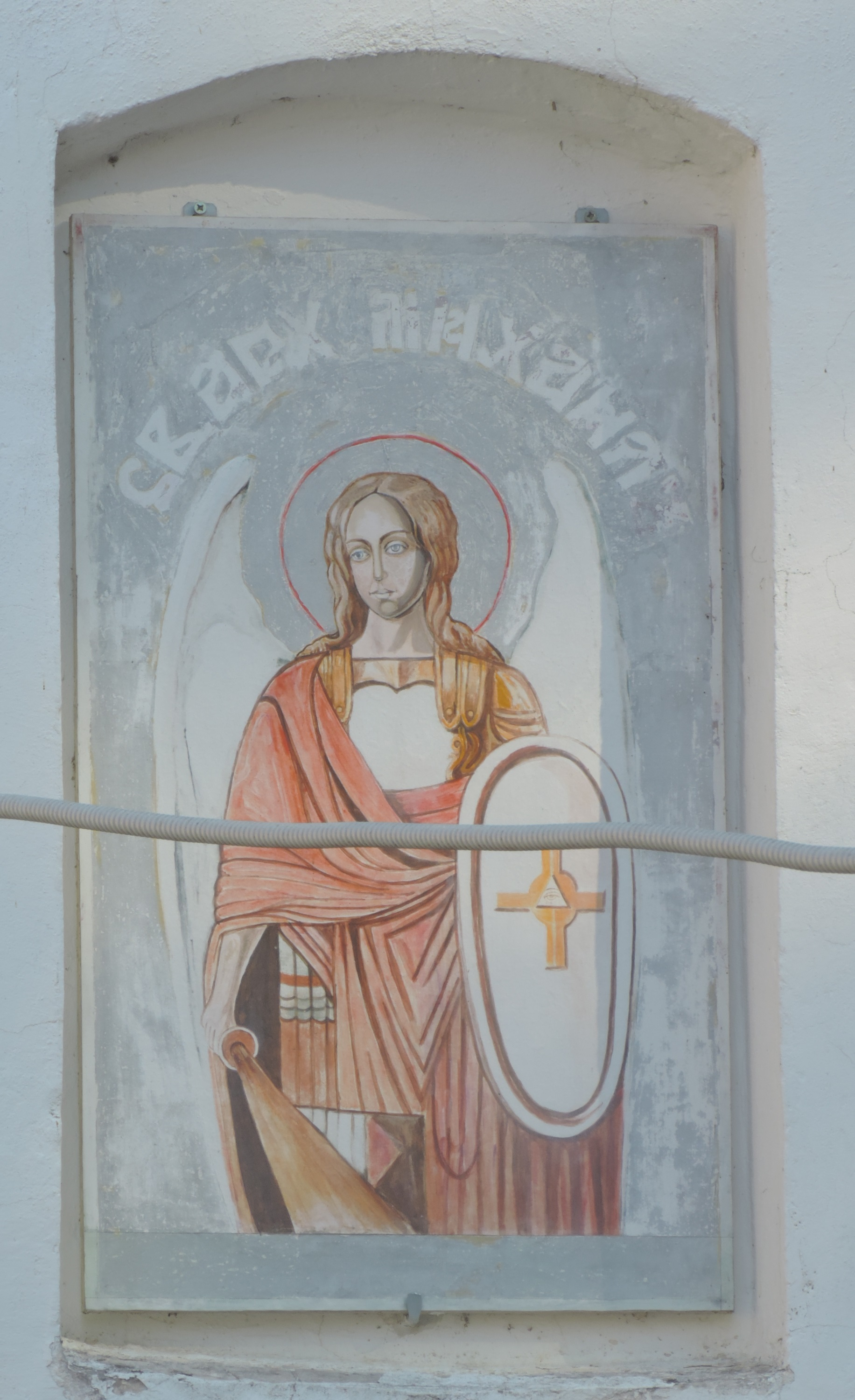
Sant Miquel Arcàngel